# Brownson Island
Het Brownson Island is een eiland in de Alexanderarchipel in de Alaska Panhandle in het zuidoosten van Alaska in de Verenigde Staten.

## Geografie
Het eiland is 11 kilometer lang, 1,6 tot 3,2 kilometer breed en 300 meter hoog. Het ligt 11 kilometer boven Onslow Point aan de westkant van Ernest Sound voor de kust van Etolin Island. Van Etolin Island wordt het gescheiden door de smalle Canoe Passage, die alleen bevaarbaar is voor boten. Een aantal kleine eilanden liggen ten zuiden van Brownson Island. Verschillende rotsen zijn zichtbaar bij laag water ten zuiden van het zuidelijke uiteinde van Brownson Island.
Aan de overzijde van het water ligt voor de kust van Cleveland Peninsula het eiland Deer Island.